# Magna International
Magna International, «Магна интернешнл» — канадская компания, один из крупнейших мировых производителей автокомплектующих и одна из крупнейших компаний Канады. Штаб-квартира — в городе Орора, провинция Онтарио, Канада.

## История
Основана в 1957 году под названием Multimatic в пригороде Торонто австрийским иммигрантом Фрэнком Стронаком. Первый контракт был подписан с General Motors в 1960 году, к концу десятилетия у Multimatic было уже 8 заводов. В 1969 году Multimatic объединилась с Magna Electronics, производителем комплектующих для аэрокосмической и оборонной промышленности; с 1973 года объединённая компания получила современное название. К 1981 году аэрокосмические и оборонные предприятия были проданы.
14 мая 1989 года ПО «Запорожский автозавод» и канадская компания Magna International подписали договор о создании совместного предприятия «Таврия — Магна».
В 1998 году была куплена часть активов австрийской компании Steyr-Daimler-Puch, в 2001 году из них была сформирована дочерняя компания Magna Steyr. В 1999 году была создана дочерняя компания Magna Entertainment Corporation, которая занялась приобретением ипподромов и скаковых лошадей. В 2009 году консорциум в составе Magna и Сбербанка России пытался приобрести у находившейся тогда в бедственном состоянии компании General Motors 55 % компании Opel; предполагалось, что российскому автопрому эта сделка принесёт новейшие технологии. В ноябре 2009 года компания General Motors отменила уже подписанное соглашение о сделке.
В 2015 году была куплена немецкая компания Getrag, производитель трансмиссий; стоимость сделки составила 1,9 млрд долларов.
В июне 2018 года было создано совместное предприятие с китайской BAIC Group по производству электромобилей для китайского рынка.

## Собственники и руководство

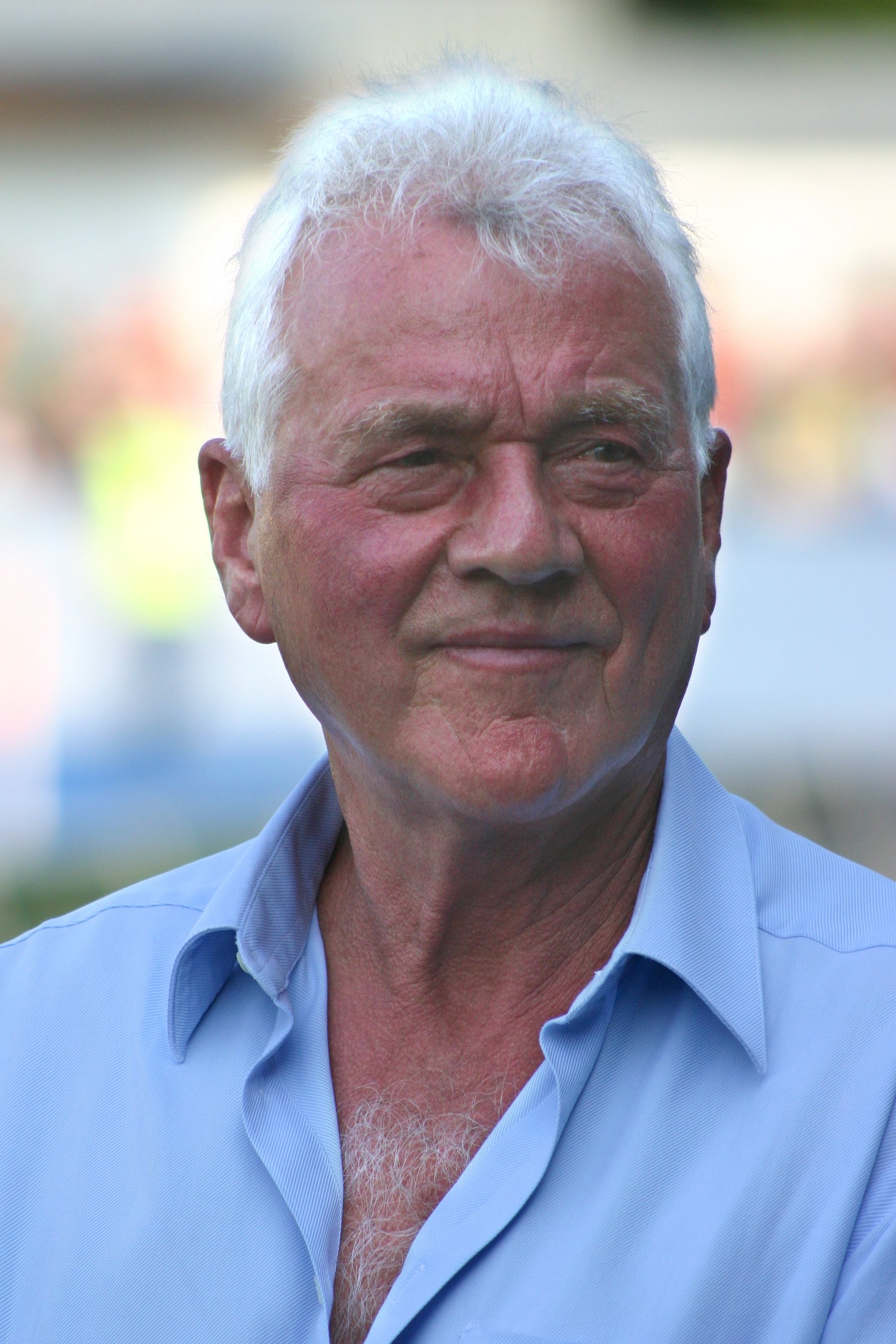
Фрэнк Стронак — основатель компании

На 30 апреля 2007 года около 84 % акций компании принадлежало институциональным инвесторам, остальные контролировала семья председателя совета директоров компании Фрэнка Стронака и менеджеры компании. При этом у семьи Стронаков было большинство акций класса В (одна акция — 500 голосов), поэтому она контролировала около 70 % голосующих акций. Рыночная капитализация на 5 июня 2007 года составляла 10,17 млрд долларов.
В 2011 году Стронак продал свою долю в компании в обмен на активы, не связанные с автопроизводством — крупнейшую в Северной Америке сеть ипподромов и коллекцию скаковых лошадей, которые были объединены в Stronach Group.

## Деятельность
Magna International поставляет детали для сборки автомобилей Ford, Toyota, Honda, Volkswagen, Porsche, General Motors, Mercedes-Benz, Mitsubishi, Hyundai, Great Wall Motors и др.
Помимо этого, Magna International принадлежит австрийская компания Magna Steyr, специализирующаяся на сборке автомобилей по заказу других автопроизводителей (собирает машины марок BMW X3, Mercedes E-Class и G-Class, Saab 9-3 Convertible, Jeep Grand Cherokee, Chrysler 300, Chrysler Voyager). Magna — крупнейший автопроизводитель в мире без собственного бренда (в 2005 году было выпущено 230 500 автомобилей).
Подразделения по состоянию на 2022 год:
- Body Exteriors & Structures — производство трансмиссий и основных элементов кузовов автомобилей, а также аккумуляторов; 42 % выручки;
- Power & Vision — производство трансмиссий для электромобилей, другого электрооборудования для автомобилей; 31 % выручки;
- Seating Systems — производство сидений; 14 % выручки;
- Complete Vehicles — проектирование и сборка готовых автомобилей; 14 % выручки.

У компании 381 завод и 88 конструкторских бюро. Основными рынками сбыта являются США (26 % выручки), Австрия (18 %), Канада (13 %), Мексика (12 %), Китай (10 %), Германия (10 %), Чехия (3 %), Польша (2 %).
Компания заняла 854-е место в списке крупнейших публичных компаний мира Forbes Global 2000 за 2023 год.

### Magna International в России
У компании имеется ряд заводов в России по производству пластмассовых и металлических автокомпонентов; один из них расположен в Калужской области, два — в Санкт-Петербурге (в Каменке, Шушарах). Заводы построены для обеспечения комплектующими созданных в данных регионах автомобилестроительных кластеров. Также у компании есть производственная площадка в Нижнем Новгороде. С 2013 г. представительство открывается в г. Набережные Челны и начинает производить автокомпоненты для местных заводов Ford.
Первый генеральный директор компании Magna Internationa Russia — Александр Владимирович Наволоцкий.
22 декабря 2006 года Magna подписала рамочный контракт с Российской государственной корпорацией Ростех, которая контролировала автомобилестроительную компанию «АвтоВАЗ», о сотрудничестве в области разработки новой платформы C автомобилей Lada и организации в Тольятти нового автосборочного завода. Планировалось, что совокупная стоимость проекта составит 1,6-1,7 млрд долларов; итоговая мощность завода составит 440 тыс. автомобилей в год. В 2009 году руководство «Ростех» заморозило проект SP «MAGNA-AUTOVAZ».